# Fußball-Weltmeisterschaft 1962/Finalrunde
Die Finalrunde der Fußball-Weltmeisterschaft 1962 war ein vom 10. Juni bis 17. Juni 1962 ausgetragener Bestandteil der 7. Fußball-Weltmeisterschaft der Männer in Chile. Dieser Artikel behandelt die einzelnen Spiele dieser Finalrunde und ihre Resultate.

## Übersicht

### Qualifizierte Teams
| Gruppe 1       | Gruppe 2          | Gruppe 3            | Gruppe 4   |
| -------------- | ----------------- | ------------------- | ---------- |
| 1. Sowjetunion | 1. BR Deutschland | 1. Brasilien        | 1. Ungarn  |
| 2. Jugoslawien | 2. Chile          | 2. Tschechoslowakei | 2. England |

### Spielplan Finalrunde
|  | Viertelfinale    | Viertelfinale |                  |                  | Halbfinale       | Halbfinale |  |  | Finale | Finale |
|  |                  |               |                  |                  |                  |            |  |  |        |        |
|  |                  |               |                  |                  |                  |            |  |  |        |        |
|  | Chile            | 2             |                  |                  |                  |            |  |  |        |        |
|  | Chile            | 2             |                  |                  |                  |            |  |  |        |        |
|  | Sowjetunion      | 1             |                  |                  |                  |            |  |  |        |        |
|  | Sowjetunion      | 1             | Brasilien        | 4                |                  |            |  |  |        |        |
|  |                  |               | Brasilien        | 4                |                  |            |  |  |        |        |
|  |                  | Chile         | 2                |                  |                  |            |  |  |        |        |
|  | Brasilien        | Chile         | 2                | 3                |                  |            |  |  |        |        |
|  | Brasilien        |               |                  | 3                |                  |            |  |  |        |        |
|  | England          | 1             |                  |                  |                  |            |  |  |        |        |
|  |                  |               | Brasilien        | 3                |                  |            |  |  |        |        |
|  |                  |               |                  | Tschechoslowakei | 1                |            |  |  |        |        |
|  | Tschechoslowakei | 1             |                  |                  |                  |            |  |  |        |        |
|  | Ungarn           | 0             |                  |                  |                  |            |  |  |        |        |
|  | Ungarn           | 0             | Tschechoslowakei | 3                |                  |            |  |  |        |        |
|  |                  |               | Tschechoslowakei | 3                | Spiel um Platz 3 |            |  |  |        |        |
|  |                  | Jugoslawien   | 1                |                  |                  |            |  |  |        |        |
|  | Jugoslawien      | Jugoslawien   | 1                | 1                | Chile            | 1          |  |  |        |        |
|  | Jugoslawien      |               |                  | 1                | Chile            | 1          |  |  |        |        |
|  | BR Deutschland   | 0             |                  | Jugoslawien      | 0                |            |  |  |        |        |
|  | BR Deutschland   | 0             |                  |                  | 0                |            |  |  |        |        |
|  |                  |               |                  |                  |                  |            |  |  |        |        |

## Viertelfinale

### Chile – Sowjetunion 2:1 (2:1)
| Chile                                            | Chile | Sowjetunion | Sowjetunion |
| ------------------------------------------------ | --- | --- | ----------- |
| Chile                                            | \| Viertelfinale \| \| 10. Juni 1962 in Arica (Estadio Carlos Dittborn) \| \| Zuschauer: 17.268 \| \| Schiedsrichter: Leo Horn ( Niederlande) \| \| Spielbericht \|                                   | \| Viertelfinale \| \| 10. Juni 1962 in Arica (Estadio Carlos Dittborn) \| \| Zuschauer: 17.268 \| \| Schiedsrichter: Leo Horn ( Niederlande) \| \| Spielbericht \|                                                     | Sowjetunion |
| Chile                                            | Misael Escuti – Luis Eyzaguirre, Carlos Contreras, Raúl Sánchez – Sergio Navarro; Jorge Toro – Eladio Rojas; Jaime Ramírez, Honorino Landa, Armando Tobar, Leonel Sánchez Cheftrainer: Fernando Riera | Lew Jaschin – Giwi Tschocheli, Leonid Ostrowski, Waleri Woronin – Anatoli Masljonkin, Igor Netto – Igor Tschislenko, Walentin Iwanow, Wiktor Ponedelnik, Alexei Mamykin, Micheil Meschi Cheftrainer: Gawriil Katschalin | Sowjetunion |
| Chile                                            | 1:0 Leonel Sánchez (11.) 2:1 Eladio Rojas (29.) | 1:1 Igor Tschislenko (26.) | Sowjetunion |
| Viertelfinale                                    | | |             |
| 10. Juni 1962 in Arica (Estadio Carlos Dittborn) | | |             |
| Zuschauer: 17.268                                | | |             |
| Schiedsrichter: Leo Horn ( Niederlande)          | | |             |
| Spielbericht                                     | | |             |

### Jugoslawien – BR Deutschland 1:0 (0:0)
| Jugoslawien                                                    | Jugoslawien | BR Deutschland | BR Deutschland |
| -------------------------------------------------------------- | --- | --- | -------------- |
| Jugoslawien                                                    | \| Viertelfinale \| \| 10. Juni 1962 in Santiago de Chile (Estadio Nacional de Chile) \| \| Zuschauer: 63.324 \| \| Schiedsrichter: Arturo Yamasaki ( Peru) \| \| Spielbericht \|                                               | \| Viertelfinale \| \| 10. Juni 1962 in Santiago de Chile (Estadio Nacional de Chile) \| \| Zuschauer: 63.324 \| \| Schiedsrichter: Arturo Yamasaki ( Peru) \| \| Spielbericht \|                             | BR Deutschland |
| Jugoslawien                                                    | Milutin Šoškić – Vladimir Durković, Fahrudin Jusufi, Petar Radaković – Vlatko Marković, Vladica Popović – Vladimir Kovačević, Dragoslav Šekularac, Dražan Jerković, Milan Galić, Josip Skoblar Cheftrainer: Prvoslav Mihajlović | Wolfgang Fahrian – Hans Nowak, Karl-Heinz Schnellinger – Willi Schulz, Herbert Erhardt, Willi Giesemann – Albert Brülls, Helmut Haller, Uwe Seeler, Horst Szymaniak, Hans Schäfer Cheftrainer: Sepp Herberger | BR Deutschland |
| Jugoslawien                                                    | 1:0 Petar Radaković (85.) | | BR Deutschland |
| Viertelfinale                                                  | | |                |
| 10. Juni 1962 in Santiago de Chile (Estadio Nacional de Chile) | | |                |
| Zuschauer: 63.324                                              | | |                |
| Schiedsrichter: Arturo Yamasaki ( Peru)                        | | |                |
| Spielbericht                                                   | | |                |

### Brasilien – England 3:1 (1:1)
| Brasilien                                         | Brasilien | England | England |
| ------------------------------------------------- | --- | --- | ------- |
| Brasilien                                         | \| Viertelfinale \| \| 10. Juni 1962 in Viña del Mar (Estadio Sausalito) \| \| Zuschauer: 17.736 \| \| Schiedsrichter: Pierre Schwinté ( Frankreich) \| \| Spielbericht \| | \| Viertelfinale \| \| 10. Juni 1962 in Viña del Mar (Estadio Sausalito) \| \| Zuschauer: 17.736 \| \| Schiedsrichter: Pierre Schwinté ( Frankreich) \| \| Spielbericht \|                           | England |
| Brasilien                                         | Gilmar – Djalma Santos, Mauro Ramos – Zózimo, Nílton Santos, Zito – Garrincha, Didi, Vavá, Amarildo, Mário Zagallo Cheftrainer: Aymoré Moreira                             | Ron Springett – Jimmy Armfield, Ray Wilson – Bobby Moore, Maurice Norman, Ron Flowers – Bryan Douglas, Jimmy Greaves, Gerry Hitchens, Johnny Haynes, Bobby Charlton Cheftrainer: Walter Winterbottom | England |
| Brasilien                                         | 1:0 Garrincha (31.) 2:1 Vavá (53.) 3:1 Garrincha (59.) | 1:1 Gerry Hitchens (38.) | England |
| Viertelfinale                                     | | |         |
| 10. Juni 1962 in Viña del Mar (Estadio Sausalito) | | |         |
| Zuschauer: 17.736                                 | | |         |
| Schiedsrichter: Pierre Schwinté ( Frankreich)     | | |         |
| Spielbericht                                      | | |         |

### Tschechoslowakei – Ungarn 1:0 (1:0)
| Tschechoslowakei                                 | Tschechoslowakei | Ungarn | Ungarn |
| ------------------------------------------------ | --- | --- | ------ |
| Tschechoslowakei                                 | \| Viertelfinale \| \| 10. Juni 1962 in Rancagua (Estadio Braden) \| \| Zuschauer: 11.690 \| \| Schiedsrichter: Nikolai Latyschew ( Sowjetunion) \| \| Spielbericht \|                                  | \| Viertelfinale \| \| 10. Juni 1962 in Rancagua (Estadio Braden) \| \| Zuschauer: 11.690 \| \| Schiedsrichter: Nikolai Latyschew ( Sowjetunion) \| \| Spielbericht \|                        | Ungarn |
| Tschechoslowakei                                 | Viliam Schrojf – Jan Lála, Ladislav Novák, Svatopluk Pluskal – Ján Popluhár, Josef Masopust – Tomáš Pospíchal, Adolf Scherer, Andrej Kvašňák, Josef Kadraba, Josef Jelínek Cheftrainer: Rudolf Vytlačil | Gyula Grosics – Sándor Mátrai, László Sárosi, Ernő Solymosi – Kálmán Mészöly, Ferenc Sipos, Károly Sándor, Gyula Rákosi, Flórián Albert, Lajos Tichy, Máté Fenyvesi Cheftrainer: Lajos Baróti | Ungarn |
| Tschechoslowakei                                 | 1:0 Adolf Scherer (13.) | | Ungarn |
| Viertelfinale                                    | | |        |
| 10. Juni 1962 in Rancagua (Estadio Braden)       | | |        |
| Zuschauer: 11.690                                | | |        |
| Schiedsrichter: Nikolai Latyschew ( Sowjetunion) | | |        |
| Spielbericht                                     | | |        |

## Halbfinale

### Brasilien – Chile 4:2 (2:1)
| Brasilien                                                      | Brasilien | Chile | Chile |
| -------------------------------------------------------------- | --- | --- | ----- |
| Brasilien                                                      | \| Halbfinale \| \| 13. Juni 1962 in Santiago de Chile (Estadio Nacional de Chile) \| \| Zuschauer: 76.594 \| \| Schiedsrichter: Arturo Yamasaki ( Peru) \| \| Spielbericht \| | \| Halbfinale \| \| 13. Juni 1962 in Santiago de Chile (Estadio Nacional de Chile) \| \| Zuschauer: 76.594 \| \| Schiedsrichter: Arturo Yamasaki ( Peru) \| \| Spielbericht \|                          | Chile |
| Brasilien                                                      | Gilmar – Djalma Santos, Mauro Ramos – Zózimo, Nílton Santos, Zito – Garrincha, Didi, Vavá, Amarildo, Mário Zagallo Cheftrainer: Aymoré Moreira                                 | Misael Escuti – Luis Eyzaguirre, Carlos Contreras, Raúl Sánchez – Manuel Rodriguez, Jorge Toro – Eladio Rojas, Jaime Ramírez, Honorino Landa, Armando Tobar, Leonel Sánchez Cheftrainer: Fernando Riera | Chile |
| Brasilien                                                      | 1:0 Garrincha (9.) 2:0 Garrincha (32.) 3:1 Vavá (47.) 4:2 Vavá (78.) | 2:1 Jorge Toro (42.) 3:2 Leonel Sánchez (61.) | Chile |
| Brasilien                                                      | Platzverweis: Garrincha (83.) | Platzverweis: Landa (80.) | Chile |
| Halbfinale                                                     | | |       |
| 13. Juni 1962 in Santiago de Chile (Estadio Nacional de Chile) | | |       |
| Zuschauer: 76.594                                              | | |       |
| Schiedsrichter: Arturo Yamasaki ( Peru)                        | | |       |
| Spielbericht                                                   | | |       |

### Tschechoslowakei – Jugoslawien 3:1 (0:0)
| Tschechoslowakei                                  | Tschechoslowakei | Jugoslawien | Jugoslawien |
| ------------------------------------------------- | --- | --- | ----------- |
| Tschechoslowakei                                  | \| Halbfinale \| \| 13. Juni 1962 in Viña del Mar (Estadio Sausalito) \| \| Zuschauer: 5.890 \| \| Schiedsrichter: Gottfried Dienst ( Schweiz) \| \| Spielbericht \|                                    | \| Halbfinale \| \| 13. Juni 1962 in Viña del Mar (Estadio Sausalito) \| \| Zuschauer: 5.890 \| \| Schiedsrichter: Gottfried Dienst ( Schweiz) \| \| Spielbericht \|                                                            | Jugoslawien |
| Tschechoslowakei                                  | Viliam Schrojf – Jan Lála, Ladislav Novák, Svatopluk Pluskal – Ján Popluhár, Josef Masopust – Tomáš Pospíchal, Adolf Scherer, Andrej Kvašňák, Josef Kadraba, Josef Jelínek Cheftrainer: Rudolf Vytlačil | Milutin Šoškić – Vladimir Durković, Fahrudin Jusufi, Petar Radaković – Vlatko Marković, Vladica Popović – Vasilije Šijaković, Dragoslav Šekularac, Dražan Jerković, Milan Galić, Josip Skoblar Cheftrainer: Prvoslav Mihajlović | Jugoslawien |
| Tschechoslowakei                                  | 1:0 Josef Kadraba (48.) 2:1 Adolf Scherer (80.) 3:1 Adolf Scherer (84.) | 1:1 Dražan Jerković (69.) | Jugoslawien |
| Halbfinale                                        | | |             |
| 13. Juni 1962 in Viña del Mar (Estadio Sausalito) | | |             |
| Zuschauer: 5.890                                  | | |             |
| Schiedsrichter: Gottfried Dienst ( Schweiz)       | | |             |
| Spielbericht                                      | | |             |

## Spiel um Platz 3

### Chile – Jugoslawien 1:0 (0:0)
| Chile                                                          | Chile | Jugoslawien | Jugoslawien |
| -------------------------------------------------------------- | --- | --- | ----------- |
| Chile                                                          | \| Spiel um Platz 3 \| \| 16. Juni 1962 in Santiago de Chile (Estadio Nacional de Chile) \| \| Zuschauer: 66.697 \| \| Schiedsrichter: Juan Gardeazábal ( Spanien) \| \| Spielbericht \|         | \| Spiel um Platz 3 \| \| 16. Juni 1962 in Santiago de Chile (Estadio Nacional de Chile) \| \| Zuschauer: 66.697 \| \| Schiedsrichter: Juan Gardeazábal ( Spanien) \| \| Spielbericht \|                                           | Jugoslawien |
| Chile                                                          | Adán Godoy – Luis Eyzaguirre, Humberto Cruz, Raúl Sánchez – Manuel Rodriguez, Jorge Toro – Eladio Rojas, Jaime Ramírez, Carlos Campos, Armando Tobar, Leonel Sánchez Cheftrainer: Fernando Riera | Milutin Šoškić – Vladimir Durković, Slavko Svinjarević, Petar Radaković – Vlatko Marković, Vladica Popović – Vladimir Kovačević, Dragoslav Šekularac, Dražan Jerković, Milan Galić, Josip Skoblar Cheftrainer: Prvoslav Mihajlović | Jugoslawien |
| Chile                                                          | 1:0 Eladio Rojas (90.) | | Jugoslawien |
| Spiel um Platz 3                                               | | |             |
| 16. Juni 1962 in Santiago de Chile (Estadio Nacional de Chile) | | |             |
| Zuschauer: 66.697                                              | | |             |
| Schiedsrichter: Juan Gardeazábal ( Spanien)                    | | |             |
| Spielbericht                                                   | | |             |

## Finale

### Brasilien – Tschechoslowakei 3:1 (1:1)
| Brasilien                                                      | Brasilien | Tschechoslowakei | Tschechoslowakei | Aufstellung                                  |
| -------------------------------------------------------------- | --- | --- | ---------------- | -------------------------------------------- |
| Brasilien                                                      | \| Finale \| \| 17. Juni 1962 in Santiago de Chile (Estadio Nacional de Chile) \| \| Zuschauer: 68.679 \| \| Schiedsrichter: Nikolai Latyschew ( Sowjetunion) \| \| Spielbericht \| | \| Finale \| \| 17. Juni 1962 in Santiago de Chile (Estadio Nacional de Chile) \| \| Zuschauer: 68.679 \| \| Schiedsrichter: Nikolai Latyschew ( Sowjetunion) \| \| Spielbericht \|                        | Tschechoslowakei | Aufstellung Brasilien gegen Tschechoslowakei |
| Brasilien                                                      | Gilmar – Djalma Santos, Mauro Ramos – Zózimo, Nílton Santos, Zito – Garrincha, Didi, Vavá, Amarildo, Mário Zagallo Cheftrainer: Aymoré Moreira                                      | Viliam Schrojf – Jiří Tichý, Ladislav Novák , Svatopluk Pluskal – Ján Popluhár, Josef Masopust – Tomáš Pospíchal, Adolf Scherer, Andrej Kvašňák, Josef Kadraba, Josef Jelínek Cheftrainer: Rudolf Vytlačil | Tschechoslowakei | Aufstellung Brasilien gegen Tschechoslowakei |
| Brasilien                                                      | 1:1 Amarildo (17.) 2:1 Zito (69.) 3:1 Vavá (78.) | 0:1 Josef Masopust (15.) | Tschechoslowakei | Aufstellung Brasilien gegen Tschechoslowakei |
| Finale                                                         | | |                  |                                              |
| 17. Juni 1962 in Santiago de Chile (Estadio Nacional de Chile) | | |                  |                                              |
| Zuschauer: 68.679                                              | | |                  |                                              |
| Schiedsrichter: Nikolai Latyschew ( Sowjetunion)               | | |                  |                                              |
| Spielbericht                                                   | | |                  |                                              |